# Michael Pérez
Michael „Tortas” Pérez Ortiz (ur. 14 lutego 1993 w Zapopan) – meksykański piłkarz występujący na pozycji defensywnego lub środkowego pomocnika, od 2024 roku zawodnik kostarykańskiego Sportingu San José.

## Kariera klubowa
Pérez jest wychowankiem akademii juniorskiej klubu Chivas de Guadalajara, do którego pierwszej drużyny został włączony jako dziewiętnastolatek przez holenderskiego szkoleniowca Johna van ’t Schipa. W Liga MX zadebiutował 14 października 2012 w zremisowanym 1:1 spotkaniu z Jaguares, jednak przez następne dwa lata sporadycznie pojawiał się na ligowych boiskach, wobec czego w późniejszym czasie udał się na wypożyczenie do drugoligowej filii Chivas – ekipy Deportivo Tepic. Tam w jesiennym sezonie Apertura 2014 dotarł do finału rozgrywek Ascenso MX, a ogółem w drużynie tej spędził rok, głównie jako podstawowy zawodnik. Po powrocie do Chivas również zaczął notować bardziej regularne występy, a w sezonie Apertura 2015 zdobył z zespołem Matíasa Almeydy puchar Meksyku – Copa MX. W 2016 roku triumfował natomiast w krajowym superpucharze – Supercopa MX.
| Sezon     | Klub                  | Kraj   | Rozgrywki  | Mecze | Bramki |
| --------- | --------------------- | ------ | ---------- | ----- | ------ |
| 2012/2013 | Chivas de Guadalajara | Meksyk | Liga MX    | 2     | 0      |
| 2013/2014 | Chivas de Guadalajara | Meksyk | Liga MX    | 5     | 0      |
| 2014/2015 | Deportivo Tepic       | Meksyk | Ascenso MX | 19    | 1      |
| 2015/2016 | Chivas de Guadalajara | Meksyk | Liga MX    | 19    | 0      |
| 2016/2017 | Chivas de Guadalajara | Meksyk | Liga MX    |       |        |

## Kariera reprezentacyjna
W maju 2015 Pérez został powołany przez szkoleniowca Raúla Gutiérreza do olimpijskiej reprezentacji Meksyku U-23 na prestiżowy towarzyski Turniej w Tulonie, podczas którego rozegrał dwa z czterech spotkań (z czego jedno w wyjściowym składzie) i zdobył gola w konfrontacji z Marokiem (1:2). Jego kadra zajęła natomiast trzecie miejsce w grupie, nie kwalifikując się do dalszych gier. Dwa miesiące później znalazł się w składzie na Igrzyska Panamerykańskie w Toronto, gdzie również był tylko rezerwowym zawodnikiem swojej drużyny; wystąpił we wszystkich pięciu meczach (w każdym z nich po wejściu z ławki), zaś Meksykanie dotarli wówczas do finału męskiego turnieju piłkarskiego, w którym przegrali ostatecznie z Urugwajem (0:1), zdobywając srebrny medal igrzysk. W sierpniu 2016 wziął udział w Igrzyskach Olimpijskich w Rio de Janeiro, podczas których pełnił rolę kluczowego gracza kadry – rozegrał wszystkie trzy mecze w pełnym wymiarze czasowym, zaś meksykańscy piłkarze zakończyli swój udział w turnieju na fazie grupowej.